# 莫代尔
莫代尔是一种再生纤维, 一种半合成的来自山毛榉的纤维素，用于纺织。莫代尔通常与其他纤维（常为棉纤维、氨綸）混纺用于家居用品如睡衣、毛巾、浴袍、内衣、 床單等。
莫代尔比棉纤维具有更大干强、相近的湿强、更好吸湿透气性以及更细的纤维。
莫代尔由奥地利兰精公司在20世纪80年代初发明。